# Сан-Мігель-де-ла-Рібера
Сан-Мігель-де-ла-Рібера (ісп. San Miguel de la Ribera) — муніципалітет в Іспанії, у складі автономної спільноти Кастилія-і-Леон, у провінції Самора. Населення — 358 осіб (2010).
Муніципалітет розташований на відстані близько 190 км на північний захід від Мадрида, 23 км на південний схід від Самори.

## Демографія
Динаміка населення (INE ):